# NXT ArRIVAL
L’édition 2014 de NXT Arrival est une manifestation de catch (lutte professionnelle) diffusée sur WWE Network et visible uniquement en paiement à la séance.
L'événement, produit par la World Wrestling Entertainment (WWE), a eu lieu le 27 février 2014 à l'université Full Sail à Winter Park, en Floride et met en avant les membres de NXT, le club-école de la fédération.
Il s'agit de la première édition de NXT Arrival, et est également le premier spectacle de NXT en paiement à la séance sur le WWE Network la nouvelle plateforme de streaming de l'entreprise lancé une semaine auparavant.
Six matchs ont été retransmis en direct. On a notamment vu Sami Zayn affronter Cesaro, ou encore The Ascension (Konnor et Viktor) défendre leur titre de champion par équipe de NXT face à Too Cool (Grandmaster Sexay et Scotty Too Hotty). Emma a eu un match pour le championnat féminin de NXT face à Paige, alors que le match principal de la soirée a vu le champion de NXT Bo Dallas opposé à Adrian Neville dans un Ladder match.

## Contexte
Les spectacles de la WWE en paiement à la séance sont constitués de matchs aux résultats prédéterminés par les scénaristes de la WWE. Ces rencontres sont justifiées par des storylines une rivalité avec un catcheur, la plupart du temps ou par des qualifications survenues dans les émissions de la WWE comme WWE NXT. Tous les catcheurs possèdent une gimmick, c'est-à-dire qu'ils incarnent un personnage gentil ou méchant, qui évolue au fil des rencontres. Un spectacle comme NXT: Arrival est donc un événement tournant pour les différentes storylines en cours.

### Rivalité entre Bo Dallas et Adrian Neville

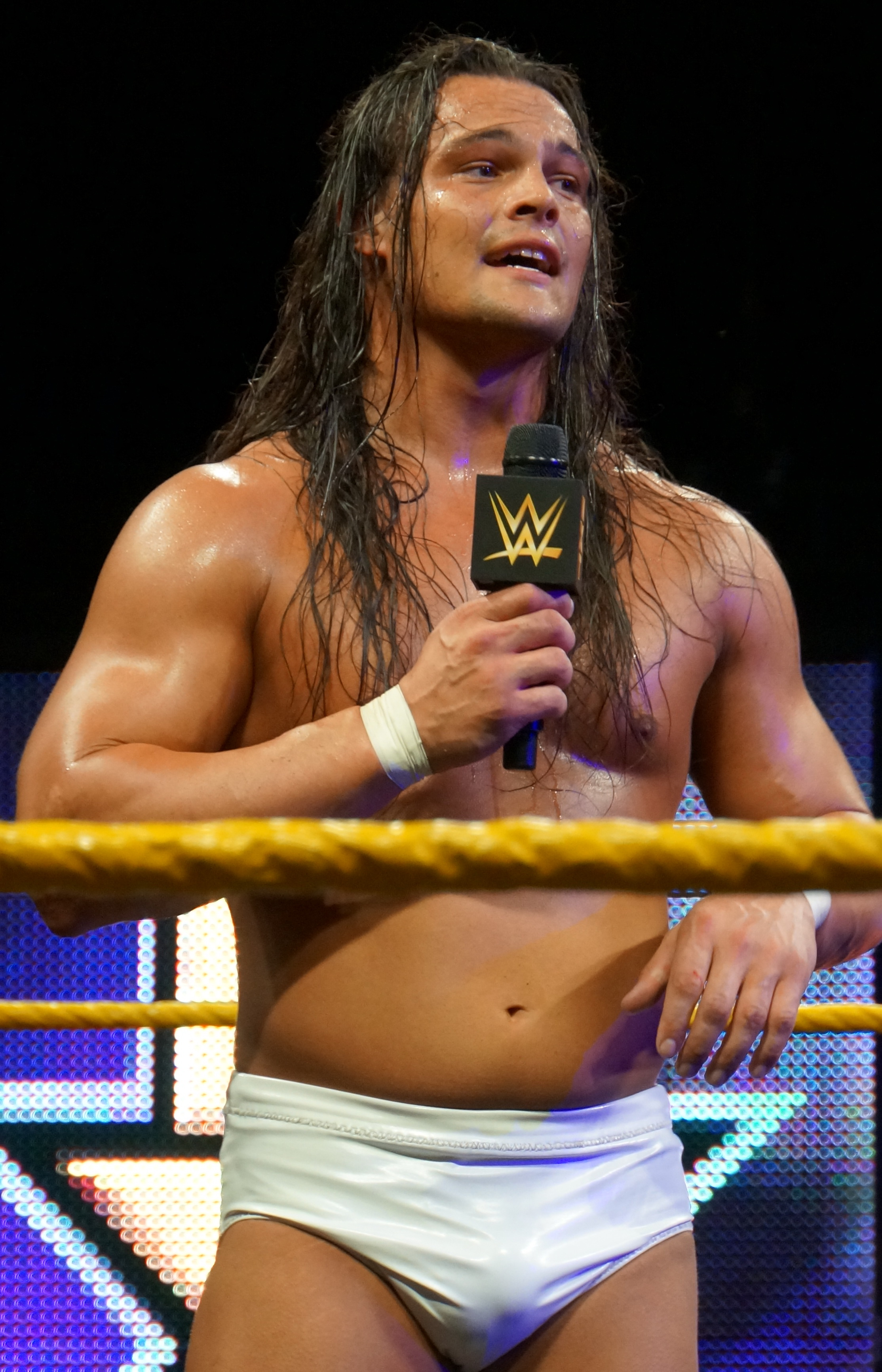
Bo Dallas a dû défendre son titre à NXT Arrival.

Depuis plusieurs mois, Adrian Neville tente de remporter le championnat de NXT détenu par Bo Dallas mais échoue à chaque fois à cause d'actions peu fair-play ou d'interventions extérieur (notamment à cause de Tyler Breeze). Lors de l'émission NXT du 22 janvier, Triple H annonce un Beat The Clock Challenge match où si Adrian Neville réussit à résister pendant 4:45 minutes face à Bo Dallas (c'est le temps que Bo Dallas a mis pour battre Adrian Neville, la dernière fois qu'il a eu un match de championnat) il aura un match lors de NXT Arrival pour le titre. Adrian Neville réussit le challenge et le match est officialisé lors de l'émission du 29 janvier. Lors de l'annonce du pay-per-view, JBL annonce par ailleurs que ce match sera un Ladder match.

### Rivalité entre Paige et Emma
Lors de l'émission NXT du 20 juin 2013, Paige bat son amie Emma et devient la première championne féminine de NXT.
Depuis Emma a eu de nombreuses tentatives de remporter le titre mais n'a jamais réussi à gagner. Le 1er janvier, Emma bat Natalya et devient challenger au titre. Lors de l'annonce du pay-per-view, JBL annonce que ce match sera prévu pour NXT Arrival.

### Rivalité entre Sami Zayn et Antonio Cesaro
Lors de l'émission NXT du 1er janvier, Sami Zayn bat Leo Kruger dans un Two Out of Three Falls match (2-0) mais se blesse. Il revient lors de l'émission du 22 janvier après la victoire d'Antonio Cesaro contre CJ Parker et dit que l'année 2013 a été bon pour lui en particulier le Two Out of Three Falls match qu'il a perdu face à Antonio Cesaro et veut régler cette affaire et le défie dans un rematch. La réponse de Cesaro est non. Malgré tout lors l'annonce de l'événement, JBL annonce que ce match aura bien lieu à NXT: Arrival.

## Déroulement du spectacle

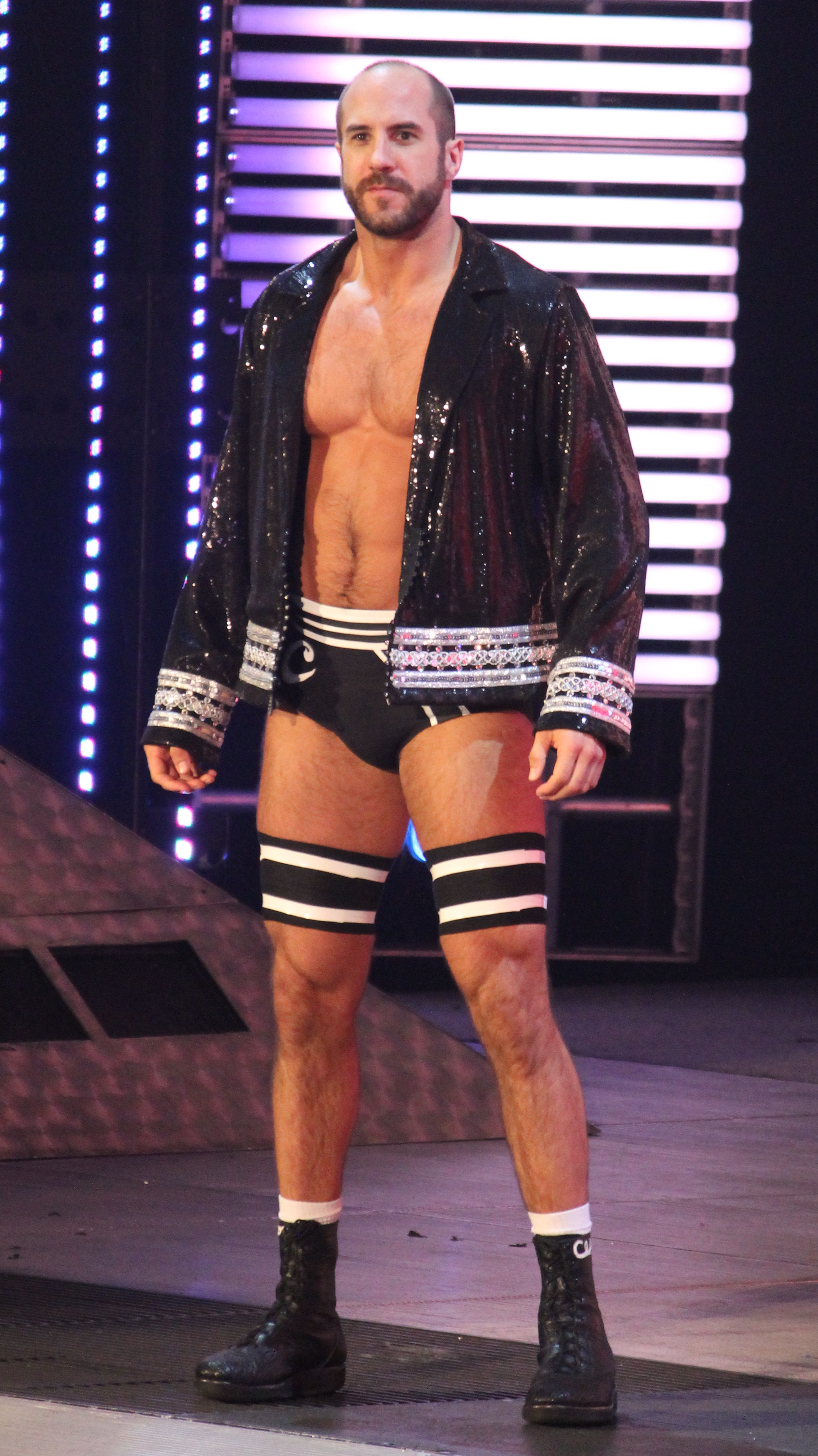
Cesaro, qui ce soir-là a battu Sami Zayn.

Le spectacle a commencé avec un match non retransmis dans le but de mettre de l'ambiance dans le public. Ce match a opposé le gallois Mason Ryan au français Sylvester Lefort et Mason Ryan a remporté ce match.
Après cela on a eu droit à ce qui est appelé à la WWE un pre-show où Bret Hart, Kevin Nash et Paul Heyman parlent avec Renee Young de NXT, du WWE Performance Center, de la division féminine de NXT et du match pour le championnat de NXT où chacun va de ses pronostics. Ce pre-show se termine avec l'arrivée sur le ring de Triple H qui demande au public s'ils sont prêts. Il conclut son discours en disant que ceux qui vont lutter ce soir sont l'avenir de la WWE.
Le premier match diffusé de la soirée oppose Cesaro à Sami Zayn. Dans la première moitié du match, Zayn a tenté un saut depuis la troisième corde et a effectué un tornado DDT mais son adversaire l'a intercepté pour lui infliger un european uppercut. Dans la deuxième moitié du match, Cesaro a tenté une superplex que Zayn a contré pour réaliser un hurricanrana, son adversaire a ensuite tenté une powerbomb depuis la troisième corde mais Zayn a encore une fois sorti de cette situation en effectuant un hurricanrana. Il a ensuite tenté un big boot, un coup de pied en courant sur son adversaire qu est dans un coin du ring mais ce dernier a esquivé. Cesaro a ensuite pris le deussus et a tenté à plusieurs reprises d'effectuer sa prise de finition, le Neutralizer qui a été contré à plusieurs reprises par son adversaire. Finalement à la suite d'un european uppercut il réussit à effectuer son Neutralizer qui lui permet de faire le tombé.
Après le match, Cesaro célèbre sa victoire sur le ring puis commence à aller vers les coulisses avant de revenir aider Sami Zayn à se relever et les deux hommes se serrent dans les bras avant que Cesaro de quitte le ring.
Le match suivant a opposé C.J. Parker à Mojo Rawley. Ce combat a été bref puisqu'au bout de trois minutes Rawley a effectué un seated senton en courant qui lui a permis de remporter le match.
Après le match, on voit Emma qui s'échauffe en coulisse avant son match.
On retourne ensuite sur le ring où The Ascension (Konnor et Victor) défendent leur championnat par équipe de NXT face à Too Cool (Grandmaster Sexay et Scotty Too Hotty). Victor a commencé le match face à Sexay et rapidement il passe le relais à son équipier qui prend l'ascendant sur Sexay. Sexay a réussi à passer le relais à Scotty Too Hotty mais ce dernier est victime du Fall of Man (un flapjack de Victor et un running leg drop de Konnor) qui remportent le match.
Paige a ensuite défendu son titre de championne féminine de NXT face à Emma. En début de match, Paige réussit à briser l’Emma lock, la prise de soumission de son adversaire. Plus tard dans le match, Paige a tenté d'effectuer une superplex que son adversaire a contré en effectuant une sitout Powerbomb et a tenté le tombé sans succès. Paige a exécuté une de ses prises de signature, le Paige Turner en tenant le poignet de son adversaire et place dans le même temps sa tête sous la poitrine d'Emma et exécute un mouvement de balancier pour la mettre au sol. Elle tente le tombé sans succès. Paige réussit à soumettre Emma grâce à une Scorpion Cross Lock pour remporter le match. Après avoir célébré sa victoire, elle embrasse amicalement son adversaire.

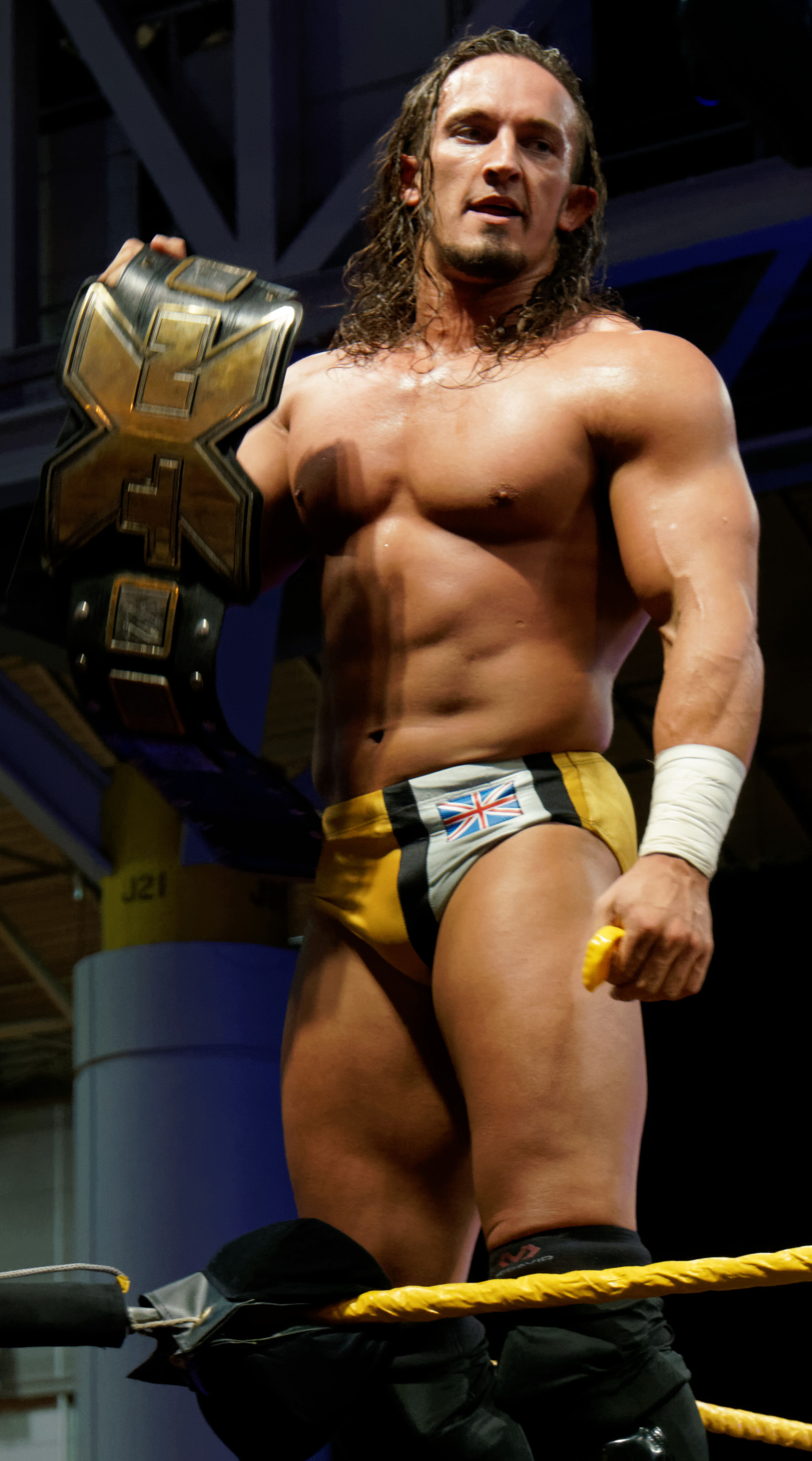
Adrian Neville a remporté ce soir là le championnat de NXT.

Avant le match principal, un combat entre Xavier Woods et Tyler Breeze a été organisé mais dès le début du match Alexander Rusev et sa manager Lana viennent sur le ring et Rusev attaque les deux hommes. L'arbitre décide donc que le match est un No contest, sans vainqueur ni vaincu.
Avant le match pour le championnat de NXT le Hall of Famer Shawn Michaels est venu avec la ceinture de champion, la foule scande des « One more match » (encore un match) mais il rappelle au public qu'il est à la retraite, et fait surtout la promotion du Blu-Ray Mr WrestleMania retraçant sa carrière.
Le dernier match de la soirée a vu s'affronter Adrian Neville et Bo Dallas dans un ladder match. Dans la première moitié du match, Dallas a tenté de monter sur une échelle, alors qu'il a laissé Neville au sol sous l'échelle, mais ce dernier a utilisé ses jambes pour la pousser. Près de la fin du match, Neville a tenté un saut du haut de la troisième corde, mais Dallas l'a poussé hors du ring. Neville a récupéré de sa chute et a utilisé les cordes pour comme un tremplin pour l'envoyer sur l'échelle alors que son adversaire commence son ascension. En réponse, Dallas effectue une powerbomb envoyant Neville sur une échelle dans le coin du ring. Bo a alors tenté de charger son adversaire avec une échelle, mais Neville l'a contré puis il est monté sur la corde et a plongé avec sa Red Arrow, un salto vrillé où il atterrit avec le ventre sur l'abdomen de son adversaire. Cela laisse le temps à Neville de remettre en place l'échelle et de récupérer le Championnat NXT suspendu au-dessus de l'anneau. Le spectacle s'est terminé avec Adrian Neville qui célèbre sa victoire.

### Tableau des matchs
| #                                                                | Match                                                                                         | Stipulation                                          | Temps |
| ---------------------------------------------------------------- | --------------------------------------------------------------------------------------------- | ---------------------------------------------------- | ----- |
| Dark                                                             | Mason Ryan bat Sylvester Lefort                                                               | Match simple                                         |       |
| 1                                                                | Cesaro bat Sami Zayn                                                                          | Match simple                                         | 23:03 |
| 2                                                                | Mojo Rawley bat C.J. Parker                                                                   | Match simple                                         | 3:22  |
| 3                                                                | The Ascension (Konnor et Victor) (c) battent Too Cool (Grandmaster Sexay et Scotty Too Hotty) | Tag team match pour le championnat par équipe de NXT | 6:40  |
| 4                                                                | Paige (c) bat Emma                                                                            | Match simple pour le championnat féminin de NXT      | 13:01 |
| 5                                                                | Xavier Woods contre Tyler Breeze finit en No contest                                          | Match simple                                         | 0:35  |
| 6                                                                | Adrian Neville bat Bo Dallas (c)                                                              | Ladder match pour le championnat de NXT.             | 15:46 |
| (c) désigne le(s) champion(s) défendant son titre dans le match. |                                                                                               |                                                      |       |

## Conséquences

### Problèmes techniques sur le WWE Network
Cette première édition de NXT Arrival a été un baptême du feu pour le WWE Network qui a connu des problèmes technique empêchant certains abonnés à ce service payant de voir le spectacle dans son intégralité en direct, problèmes qui ont été réglés avant WrestleMania XXX,.

## Accueil et critique
NXT Arrival a été bien accueilli par la critique . Aaron Oster du Baltimore Sun a décrit l'événement comme fantastique, mais « entachée par des problèmes techniques ». Dans son cas la retransmission a été coupé quand il regardait le match entre Tyler Breeze et Xavier Woods, qui lui a fait rater l'événement principal. En dehors de ces problèmes techniques, Oster estimé que « c'était un spectacle phénoménal qui a donné la WWE une chance de montrer les meilleurs éléments de NXT ». Il a également déclaré que les trois matchs promus ont atteint ou dépassé ses attentes . Le match de Cesaro et Zayn « n'était pas la même chose que leurs précédentes rencontres » et ont « fait un match de plus de vingt minutes fantastique ». Oster a donné des éloges à la rencontre féminine, il pensait que « c'était mieux que la quasi-totalité des Divas travaillant dans le roster principal au cours des dernières années, mettant en vedette certains mouvements puissant et des prises de soumission ». Pour le match principal, Oster a estimé qu'il y avait « quelques points intéressants avec une bonne narration, même s'il n'y avait pas les moments brutaux typiques associés à un match de l'échelle », de sorte qu'il n'était pas « trop spécial » mais encore« assez bon ». Enfin, Oster a salué les annonceurs, qui a parfaitement fonctionné ensemble dans un style sportif traditionnel, qui vraiment ajouté un plus à la diffusion. Selon lui la WWE devrait vraiment envisager de revenir à ce format pour les principaux spectacles.
Justin James du Pro Wrestling Torch salué l'événement, déclarant « Je l'aurais volontiers donné plus d'argent pour ce spectacle » et « si Raw offrait un spectacle de cette qualité, je serais heureux de voir cette émission de trois heures ». Il a également souligné qu'il n'y avait pas de publicités ou de temps mort, ce qui rend l'événement « à la hauteur de Raw dans son format de trois heures ». James a écrit que « l'équipe annonce était parfait ce soir, pas de querelles, pas de fausses rivalités », en particulier « dans le match d'ouverture, où il était clair qu'ils ont été complètement investi dans le match ». Il a également écrit que Cesaro-Zayn était selon lui « le match de l'année », le décrivant comme « mieux, plus émotionnellement intense, et plus excitant que tout ce que la WWE a fait ses derniers temps ».
James a estimé que le titre du match de l'Ascension était fade, mais il a ajouté que leurs personnages étaient allés « de ringard à sérieux ». Le match féminin a été fantastique et apprécie le nouveau look de Paige qui « inspire le danger ». Le match principal « ne ressemble pas à un ladder match. Dallas n'a pas pris les risques nécessaires pour faire croire qu'il veut conserver son titre ». Cependant il n'a pas été déçu car il ne « s'attendait pas à mieux de la part de Dallas ». Il estime par contre que le problème est dans l'organisation des matchs car « après Cesaro-Zayn le spectacle ne pouvait que baisser en intensité ». Il a conclu son analyse en parlant des problèmes techniques, dans son cas une pause lors du premier match et une coupure de la retransmission alors que Woods et Breeze s'affrontaient jusqu'au début du match principal.
Sky Sports a résumé le spectacle en écrivant que « les stars de la WWE de demain ont montré qu'elles sont déjà prêtes ». Le match principal est « chaud bouillant », alors que le match Cesaro-Zayn étant une « épopée près de 23 minutes qui a obtenu l'approbation des fans une fois de plus ».
Nolan Howell du Canadian Online Explorer a fait une critique positive attribuant quatre étoiles sur cinq à l'ensemble du spectacle, donnant cinq étoiles au match Cesaro-Zayn, une étoile trois-quarts à Rawley-Parker, deux étoiles un quart à Ascension-Too Cool, trois étoiles trois-quarts à Paige-Emma et trois étoiles un quart au match final.